# Савић
Савић је српско презиме. Оно се може односити на:
- Алекса Савић (1878—1928), српски лекар
- Алекса Савић (1832—1873), српски глумац
- Аница Савић-Ребац (1892—1953), српска књижевница, историчарка филозофије, истраживач, преводилац и професорка Универзитета у Београду
- Анђелко Савић (1859—1924), српски трговац
- Биљана Савић (1992), српска поп-фолк и фолк певачица
- Благоје Савић (1951), српски песник и приповедач
- Божидар Савић (1891—1966), старјешина Соколског друштва
- Борис Савић (1988), бивши српски и босанскохерцеговачки фудбалер
- Бранко Савић (музичар) (1959), српски и југословенски хард рок певач
- Вања Милинковић Савић (1997), српски фудбалер
- Васа Савић (лекар) (1893–1939), српски лекар
- Виктор Савић (1983), српски глумац
- Владан Савић (1979), црногорски фудбалер
- Владан Савић (глумац) (1964), српски позоришни, телевизијски и филмски глумац
- Вујадин Савић (1990), српски фудбалер
- Габријел Савић Ра (1978), српски мултимедијални уметник
- Дејан Савић (1975), бивши југословенски и српски ватерполо репрезентативац
- Димитрије Савић (1898—1981), српски и југословенски електро-машински инжењер
- Драган Савић (1923—2009),  српски аутор стрипова, карикатуриста, сликар и новинар
- Душан Савић (1955),  југословенски и српски фудбалер и данашњи фудбалски тренер
- Душанка Савић Павићевић (1972), српска професорка
- Душко Савић (1968), бивши југословенски и српски фудбалер
- Жарко Савић (1861—1930), српски оперски певач, бас и музички педагог
- Животије Срба Савић (1921—1972), учесник Народноослободилачке борбе
- Зоран Савић (1966), бивши српски и југословенски кошаркаш
- Ивана Савић (1986), српска телевизијска водитељка и бивша стјуардеса
- Јевта Савић-Чотрић (1767—1821), српски политичар
- Љубиша Савић Маузер (1958—2000), командант српске специјалне бригаде „Гарда Пантери”
- Маја Савић (1976), бивша црногорска рукометашица
- Масимо Савић (1962), хрватски поп музичар
- Милисав Савић (1945), српски прозни писац
- Милош Савић (1997), српски фудбалски голман
- Милунка Савић (1892—1973), српска јунакиња Балканских ратова
- Милутин Савић Гарашанин (1762—1842), српски трговац и политичар
- Милутин Савић Гарашанин (1762—1842), српски трговац и политичар
- Недељко Савић, српски рагби тренер
- Олга Савић (1934—2014), југословенска и српска филмска и позоришна глумица
- Павле Савић (1909—1994), српски физичар и хемичар
- Светолик Савић (1873—1944), српски новинар и бициклиста
- Сергеј Милинковић Савић (1995), српски фудбалер
- Слободан Савић (критичар) (1945), српски прозни писац
- Слободан Савић (политичар) (1946), бивши начелник Пала
- Снежана Савић (1953), српска филмска, телевизијска и позоришна глумица и естрадна уметница
- Соња Савић (1961—2008), српска филмска глумица
- Стефан Савић (1991), црногорски фудбалер
- Страхиња Савић (1999), фудбалски голман
- Сузана Шуваковић Савић (1969—2016), српска оперска певачица
- Тања Савић (1985), српска поп-фолк певачица
- Цвјетко Савић (1951—2016), генерал Војске Републике Српске